# YIT
YIT (Yleinen Insinööritoimisto) ist ein börsennotiertes Bauunternehmen mit Sitz in Helsinki in Finnland.
Die heutige YIT als reiner Baukonzern entstand im Juli 2013, als der ehemalige Bereich Gebäudetechnik und Facility-Management unter dem Namen Caverion als eigenständig börsennotiertes Unternehmen abgespalten wurde.

## Unternehmensgeschichte
Der Ursprung von YIT geht zurück ins Jahr 1912, als die schwedische Allmänna Ingeniörsbyrån (General Engineering Company) ein Büro in Helsinki eröffnete. 1920 wurde die finnische Niederlassung unabhängig und heißt seitdem Yleinen Insinööritoimisto (das allgemeine Ingenieurbüro). Die ersten Projekte waren Wasserversorgungssysteme für finnische Städte. Ab den 1970er Jahren wandte sich das Unternehmen dem Bau von Gebäuden zu. 1987 fusionierte YIT mit dem finnischen Konkurrenten Perusyhtymä Oy zur YIT Corporation (YIT-Yhtymä). 1995 ging YIT an die Börse, die Aktie ist im NASDAQ OMX in Helsinki notiert.
Projekte außerhalb Finnlands und der Wunsch nach Expansion legten ab den 1990er Jahren eine Internationalisierung des Unternehmens nahe. Hier verfolgte YIT die Strategie, auf zwei Seiten gleichzeitig zu wachsen: Einerseits stieg die Firma groß in die Projektentwicklung für den Wohnungsbau ein, insbesondere in Russland. Andererseits wurde der Anteil an der Gebäudetechnik ausgebaut. Hier wuchs YIT in den 2000er Jahren dank mehrerer Zukäufe, das geographische Gebiet dehnte sich über ganz Nord- und Zentraleuropa aus.
Der Eintritt in den österreichischen Markt erfolgte 2008 mit der Übernahme der MCE Gebäudetechnik. Die Geschäftstätigkeiten der österreichischen MCE erstreckten sich zusätzlich nach Polen, Tschechien und Rumänien, so dass sich YIT weit nach Zentraleuropa ausdehnte. 2010 folgte die Akquisition der Caverion Gruppe, die 2006 aus der M+W Zander ausgegliedert wurde. YIT Germany war seither der zweitgrößte Anbieter von Gebäudetechnik in Deutschland und erzielt mit 2.600 Mitarbeitern einen Umsatz von 633 Mio. EUR (2011). Am 1. Juli 2013 wurde das Gebäudetechnik-Segment und die FM-Tätigkeiten wieder aus dem YIT-Konzern ausgegliedert und wird unter dem Namen Caverion eigenständig geführt.